# Lindenstraße 5 (Teupitz)

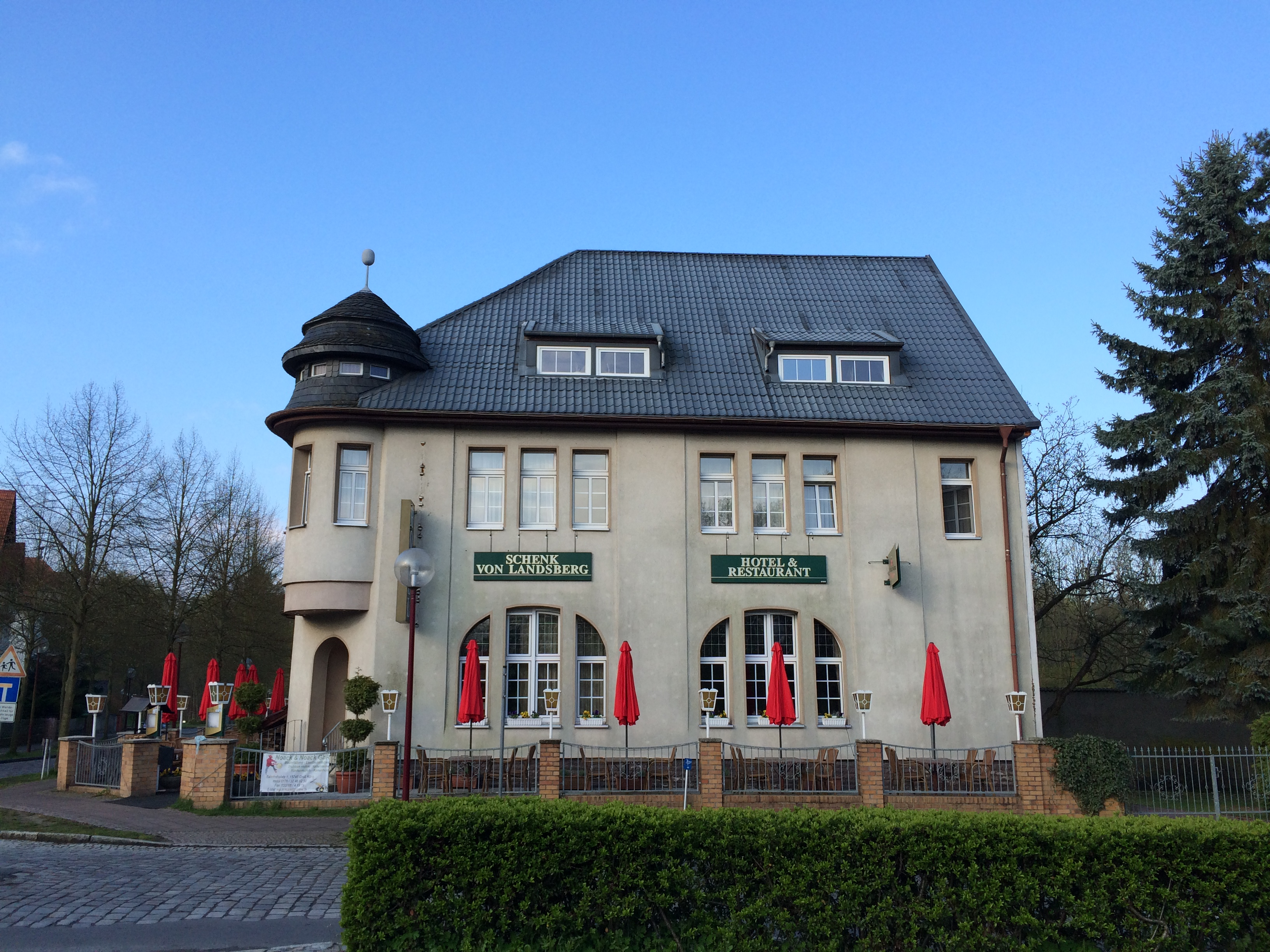
Lindenstraße 5 in Teupitz

Das Hotel mit der Anschrift Lindenstraße 5 ist Teil eines denkmalgeschützten Ensembles in Teupitz, einer Stadt im Landkreis Dahme-Spreewald in Brandenburg.

## Lage
Das Gebäude steht südöstlich des Stadtzentrums an der Straßenkreuzung Poststraße / Lindenstraße. Diese führt in südlicher Richtung und mündet in den Tornower Weg. Die Poststraße verläuft über die Kreuzung hinaus als Buchholzer Straße aus der Stadt heraus. Gegenüber dem Bauwerk befinden sich – ebenfalls an der Lindenstraße – ein Postamt, ein Beamtenwohnhaus, eine Arztvilla sowie eine Schule, die als Baugruppe zur gleichen Zeit entstanden. Östlich des Gebäudes befindet sich weitere denkmalgeschützte Bauwerke, zu dem unter anderem das Schloss Teupitz, die Heilig-Geist-Kirche und das Rathaus Teupitz zählen. Dazwischen fließt der Stadtgraben Teupitz in den Teupitzer See.

## Geschichte
Ende des 19. und Anfang des 20. Jahrhunderts erlebte Teupitz einen wirtschaftlichen Aufschwung, der zu zahlreichen Neubauten führte. So entstanden unter der Leitung des Architekten Paul Sagert das Rathaus Teupitz, aber auch die südöstlich des Ensembles gelegene Landesirrenanstalt-Hauptanstalt. Für sie wurde eigens auf dem Gelände an der Ecke Bahnhofstraße / Bergstraße die Teupitzer Kalksandsteinfabrik errichtet, die Kalkstein aus Rüdersdorf bei Berlin sowie Kies und Sand aus Teupitz verarbeitete. Aus Kalksandstein-Mauerwerk entstanden sowohl die Landesklinik, als auch das Bauensemble an der Lindenstraße. Mit der Eröffnung der Klinik musste die Fabrik Insolvenz anmelden. Der damalige Fabrikleiter Hugo Müting war zugleich Bauherr des Hotels, das er nach der Schließung der Fabrik übernahm. Die Eröffnung des Hotels Schenk von Landsberg fand am 15. Mai 1910 statt. Der Name erinnert an die Schenken von Landsberg, die vom Mittelalter bis in das 18. Jahrhundert in der Region herrschten und auf dem Schloss in Teupitz lebten. Müting war bis 1913 als Hotelier tätig.
Im Zweiten Weltkrieg waren in der unmittelbaren Nachbarschaft des Hotels sowjetische Kriegsgefangene untergebracht. Einige von ihnen wurden wenige Tage vor dem Ende des Kriegs im Garten des Hotels ermordet.
Zur Zeit der DDR entwickelte sich das Hotel zu einem beliebten Ausflugsziel, das von den Journalisten Joachim Seyppel und Gisela Heller in einem Gastronomieführer erwähnt wurde. Nach der Wende wurde der Betrieb fortgeführt und im Jahr 2010 konnten die Gastronomen das 100-jährige Jubiläum feiern.

## Architektur
Das Gebäude hat einen rechteckigen Grundriss, an den beiden Straßenfassaden befinden sich im Erdgeschoss zwei große, dreigeteilte, rundbogige Fenster. Ihre Form wird durch je drei paarweise angeordnete Fenster im Obergeschoss aufgenommen. An der Straßenecke ist das große Portal angeordnet, darüber ein runder Eckerker, der mit einer Haube bedacht ist.